# Крозиг (деревня)
Крозиг (нем. Krosigk) — деревня в Германии, в земле Саксония-Анхальт. 
Входит в состав общины Петерсберг района Заале. Население составляет 874 человека (на 31 декабря 2006 года). Занимает площадь 9,03 км².
Ранее Крозиг имела статус общины (коммуны). 1 января 2010 года вошла в состав общины Петерсберг.

## Достопримечательности
Здесь находится замок Крозиг, монастырь, водяная мельница (16-17 века), ветряная мельница 18 века и голубятня.